# MegaMek
MegaMek è un videogioco open source (giocabile prevalentemente online), con grafica bidimensionale e del genere strategico a turni, pubblicato nel 2002, come versione elettronica del gioco da tavolo BattleTech.
Produzione realizzata interamente da fan, il gioco (distribuito gratuitamente e in costante sviluppo) non è legato ad alcuna licenza ufficiale o supporto da parte di chi detiene la proprietà intellettuale sul marchio BattleTech (l'azienda americana Topps Company).

## Trama

### Contesto storico
La colonizzazione della Via Lattea (intrapresa a partire dal XXII secolo) allargò le frontiere dell'umanità, ma progressivamente comportò la perdita della centralità politica della madrepatria Terra.
Esplorando il cosmo, si giunse a denominare Inner Sphere, Periphery e Deep Periphery regioni siderali i cui mondi, divennero sistemi governativi d'impronta feudale, che finirono presto in dissidio tra loro per la spartizione delle risorse, e che si resero responsabili di cruente lotte su scala interplanetaria, feroci rivalità in cui gli strumenti privilegiati delle armate divennero imponenti ed efficaci macchine pilotabili, tank dalle sembianze antropomorfe: i BattleMech.
Colonizzazioni, guerre e trattati, hanno ripartito la Inner Sphere (l'area più intensamente abitata dello spazio conosciuto), in cinque porzioni appartenenti ad altrettanti "regimi interstellari", ovvero il Commonwealth Lirico, i Soli Confederati, la Lega Draconis, la Confederazione di Capella e infine, la Lega dei Mondi Liberi, amministrati da moderne stirpi nobiliari (le Grandi Casate), in forza dei loro monumentali apparati bellici.

## Modalità di gioco
Il gioco è uno strategico a turni, multiplayer e con mappe composte da insiemi di tasselli esagonali.
Le regole di gioco implementate sono mutuate dal gioco da tavolo originale BattleTech (ma aggiornate all'uscita dell'edizione "25th Anniversary Introductory Box Set" del gioco stesso, al manuale tecnico "Classic BattleTech Total Warfare" e da un certo numero di regole di tipo avanzato prese dal manuale tecnico "Tactical Operations").
Ogni turno si svolge in tre fasi (quando disponibili), "Movimento", "Attacco con armi" e "Corpo a corpo", all'interno delle quali, i partecipanti devono impartire un comando alla volta alle singole unità, tenendo, fra l'altro, in considerazione fattori come il tipo di terreno, la visuale libera (la cosiddetta LOS, ovvero "line of sight") e la gittata del proprio armamento.
MegaMek offre la possibilità di competere anche offline contro bot (il cui comportamento, l'Intelligenza artificiale, è tuttavia limitata). Viene supportata la modalità multiplayer via protocollo TCP/IP, anche se è possibile partecipare per email, con il semplice scambio delle partite salvate.
I giocatori hanno a disposizione editor coi quali creare unità (mech, veicoli, caccia aerospaziali, navi da guerra e da sbarco, fanteria), ma anche mappe e scenari.

### Armamenti
A seguire, le quattro categorie di armi impiegabili in MegaMek, classificate in base al calore che liberano (fattore che limita le possibilità dei mezzi sui quali sono installate):
| Classe             | Tipo                                                             | Livello di calore sviluppato |
| ------------------ | ---------------------------------------------------------------- | ---------------------------- |
| Armi bianche       | Scuri, spade                                                     | Nullo                        |
| Armi a energia     | Laser, a particelle, lanciafiamme                                | Alto                         |
| Armi balistiche    | Cannoni, mitragliatori, a grappolo, Gaussiane (a elettromagneti) | Basso                        |
| Armi missilistiche | Missili a lungo/medio/corto raggio, a ricerca                    | Medio                        |

## Sviluppo
Progettato dallo sviluppatore e graphic designer statunitense Benjamin Mazur (detto Ben) a partire dal febbraio 2001, MegaMek viene sviluppato da una community di programmatori volontari, supportati da ulteriori contributori. Il progetto è ospitato dal sito web SourceForge.net da febbraio del 2002 (anno ufficiale di apertura al pubblico del progetto) ed è distribuito sotto licenza GPL (GNU GPLv2, nel dettaglio).
Il gioco è scritto interamente in linguaggio Java e si avvale di una interfaccia grafica Swing, in grado di permettere la giocabilità anche su piattaforme poco performanti. I sistemi operativi supportati sono Windows, Linux e macOS.

## Progetti correlati
A MegaMek sono correlati tre progetti ufficiali complementari:
- MekHQ, è uno strumento creato per organizzare campagne, ma consente, fra l'altro, la manutenzione delle unità meccanizzate, la gestione delle capacità dei piloti, dell'equipaggiamento, e delle risorse finanziarie (contratti, paghe, ecc.). Il programma include anche una cartografia planetaria dell'universo fittizio BattleTech;
- MegaMekLab è un editor col quale si è in grado di modificare mech e veicoli ed agire su fanteria convenzionale ed esoscheletri. Si possono stampare schede tecniche in formato PDF, (fogli di registrazione esportabili, anche con estensioni .txt e .html, per la loro pubblicazione sul Web);
- MekWars è un sistema di campagne persistenti online, di chat e di matchmaking, che consente ai giocatori di connettersi a server dedicati, affiliarsi alle varie fazioni e gareggiare fra loro.

## Critica
Nel giugno del 2003, MegaMek è stato designato dal sito web per sviluppatori SourceForge.net, come Project of the Month ("Progetto del Mese"), venendo anche recensito nella rivista internazionale di tecnologia Linux Magazine (sempre nel medesimo periodo).